# Gamma
Gamma (grekiska γάμμα gámma) (versal: Γ, gemen: γ) är den tredje bokstaven i det grekiska alfabetet. Den hade i det joniska talbeteckningssystemet siffervärdet 3.
Gamma har gett upphov till C, c i det latinska alfabetet (som i sin tur gav upphov till G, g) och till Г, г i det kyrilliska alfabetet.
I grekiska används gamma förutom till g-ljudet även för att beteckna ng-ljud (angma) framför vissa andra bokstäver: ”γγ” uttalas /ŋg/ och ”γκ” uttalas /ŋk/.

## Unicode
|   | decimalt | hexadecimalt | HTML    |
| - | -------- | ------------ | ------- |
| γ | 947      | 3B3          | &gamma; |
| Γ | 915      | 393          | &Gamma; |